# マッシモ・コーダ
マッシモ・コーダ（1988年11月10日 - ）はイタリアのサッカー選手。ポジションはFW。UCサンプドリア所属。

## 経歴
2008年6月26日、ボローニャFCと5年契約を結んだ。
2010年6月に期限付き移籍先のUSクレモネーゼに完全移籍した。
2013年6月、パルマFCに移籍した。7月1日にNDゴリツァに期限付き移籍した。
2015年8月29日、USサレルニターナ1919と3年契約を結んだ。
2017年7月1日、ベネヴェント・カルチョに加入した。
2020年8月26日、USレッチェに加入した。2021-22シーズンは20得点を挙げ、チームの1部昇格に貢献した。
2022年6月30日、ジェノアCFCに加入した。